# Kőrisbogár
A kőrisbogár (Lytta vesicatoria) a rovarok (Insecta) osztályának a bogarak (Coleoptera) rendjébe, ezen belül a mindenevő bogarak (Polyphaga) alrendjébe és a hólyaghúzófélék (Meloidae) családjába tartozó faj.

## Előfordulása
A kőrisbogár Skandinávia kivételével Európa egész területén és Ázsia déli részein Közép-Ázsiáig előfordul.

## Megjelenése
A kőrisbogár 9-21 milliméter hosszú, egyszínű fémfényű zöld, zöldeskék, vagy enyhén aranyos. Csápja a 3. íz végétől kezdve fekete. Feje széles és lapos, az előhátnál szélesebb.

## Életmódja
A kőrisbogár meleg lombos erdőkben júniustól augusztusig tömegesen jelenik meg. A kőrisen kívül tápnövényei közé tartozik az orgona és a fagyal, a leveleket néha a vastagabb erekig lerágja.